# I dagens anledning (film)
I dagens anledning er en dansk virksomhedsfilm fra 1983.

## Handling
Danfoss' historie som industrivirksomhed fra 1933-1983 i anledning af selskabets 50 års jubilæum.